# Маркос Понтис
Маркос Сезар Понтис (на португалски: Marcos Cesar Pontes, произнася се по-близко до Маркус Сезар Понтис) е първият и единствен космонавт на Бразилия, първият южноамериканец в космоса.
Роден е на 11 март 1963 г. в Бауру, Сао Пауло, Бразилия. Женен, има две деца.
Маркос Понтис е подполковник от бразилските военновъздушни сили, един от най-опитните летци в Бразилия. Той лети на 20 различни типа самолета, има повече от 1900 летателни часа.
През юни 1998 г. е изпратен в НАСА, където преминава подготовка за космически полети. През декември 2000 г. е официално обявен за астронавт на НАСА.
Предполагало се, че Понтис ще извърши първия си космически полет на американската совалка Спейс шатъл през 2001 г. по програмата за строителство на МКС. Но заради проблеми с бюджета на НАСА и закъснението в подготовката на бразилското оборудване за станцията отлагат планирания полет за 2003 г. След катастрофата на „Колумбия“ през февруари 2003 г. са отменени всички полети на совалките.
В очакване Понтис остава в НАСА и работи в астронавтския отдел по операции с МКС (Astronaut Office Space Station Operations Branch).
На 2 септември 2005 г. между Бразилия и Русия е подписано споразумение за научно-техническо сътрудничество, включително и сътрудничество в изследването на космоса. Това споразумение дава на Понтис възможност да осъществи космическия си полет.
Маркос Понтис преминава подготовка като бординженер на кораба „Союз ТМА-8“ в Звездното градче край Москва. Стартът на кораба „Союз ТМА-8“ е на 30 март 2006 г. в 6:30 московско време от космодрума Байконур. Полетът на Маркос Понтис съвпаднал с отбелязването на сто годишнината от първия полет на самолет, който извършил неговия съотечественик, бразилеца Алберто Сантос Дюмон.
В програмата на полета корабът „Союз ТМА-8“ е предвидено скачване с МКС. Полета на Маркос Понтис продължил 9 денонощия 21 часа 17 минути, и стартира заедно с участниците в 11-а основна експедиция на МКС Павел Виноградов и Джефри Уилямс, а се връща на Земята заедно с космонавтите на 12-а дълговременна експедиция, Уилям Макартър и Валерий Токарев с кораба „Союз ТМА-7“.

## Галерия
- На 19 октомври 2009, при откриването на Националната седмица на науката и технологиите.
- Космонавта М. Понтис (вляво), астронавта Джефри Уилямс, бординженер и командира Павел Виноградов в Космическия център „Л. Джонсън“.
- Маркос Понтис